# Magnus Nilsson (innebandyperson)
Magnus Nilsson, född 1972 i Göteborg, var under åren 2001 till 2007 ordförande i Föreningen Svensk Elitinnebandy (SEI), som är de svenska elitklubbarnas samarbetsorganisation inom innebandy, och utnämndes vid organisationens Årsmöte 2007 till hedersordförande i föreningen.

## Innebandyrelaterade uppdrag
- 1993-1995: Ordförande Lärjedalens Innebandyklubb
- 1998-2002: Ordförande Göteborgs Innebandyförbund
- 2001-2007: Ordförande Svensk Elitinnebandy/Elitserien i innebandy[förtydliga]
- 2002-2007: Teknisk delegat WUFC Internationella Studentidrottsförbundet (FISU)
- 2004-2006: Förbundschef Skånes Innebandyförbund
- 2006-2007: Projektledare European Cup/Europacupen i innebandy
- 2007-2011: Styrelseledamot Svenska Innebandyförbundet
- 2007-2012: Ordförande Pixbo Wallenstam IBK